# 行田市
行田市（ぎょうだし）は、埼玉県の北部に位置し、県の区分けでは東部に位置する市。人口は約8万人。旧・武蔵国埼玉郡。1949年市制施行。
日本屈指の足袋産地（行田足袋）として知られ、「和装文化の足元を支え続ける足袋蔵のまち行田」が日本遺産に認定されている。
全国有数の大型古墳群である埼玉古墳群は国の特別史跡に指定されている。市内のさきたま古墳公園は埼玉県発祥の地とされる。

## 地理

2021年（令和3年）撮影の行田市中心部周辺の空中写真。同年4月15日年撮影の12枚を合成作成。。

北は利根川を境に群馬県と接する。ほぼ全域が利根川と荒川の沖積平野であり、土地の高低差がほとんどない平らな地形である。標高は海抜19.7メートル（行田市役所）、市全体では海抜20メートル前後である。最高点は海抜36メートル（さきたま古墳公園内）である。
利根川左岸（群馬県側）にも市域があるが、利根川の河川敷であるため居住者はいない。
荒川には接していないが、清水町（JR行田駅西口付近）は荒川の堤防（熊谷市域）が近接している。
熊谷市との市境付近（国道17号熊谷バイパスと国道125号行田バイパスの交点付近）に、全国でも珍しい複数の飛び地が存在する。
- 河川：利根川、忍川、旧忍川、元荒川、星川、奈良川、福川
- 用水路：武蔵水路、見沼代用水、埼玉用水路、北河原用水、酒巻導水路、玉野用水、新郷用水路
- 排水路：関根落、長野落、小針落、四号落堀悪水路、野悪水路、前谷落、がんがら落、青木堀、さすなべ落
- 池沼：埼玉沼（小針沼）、小埼沼、長善沼、しのぶ池、大池

## 歴史

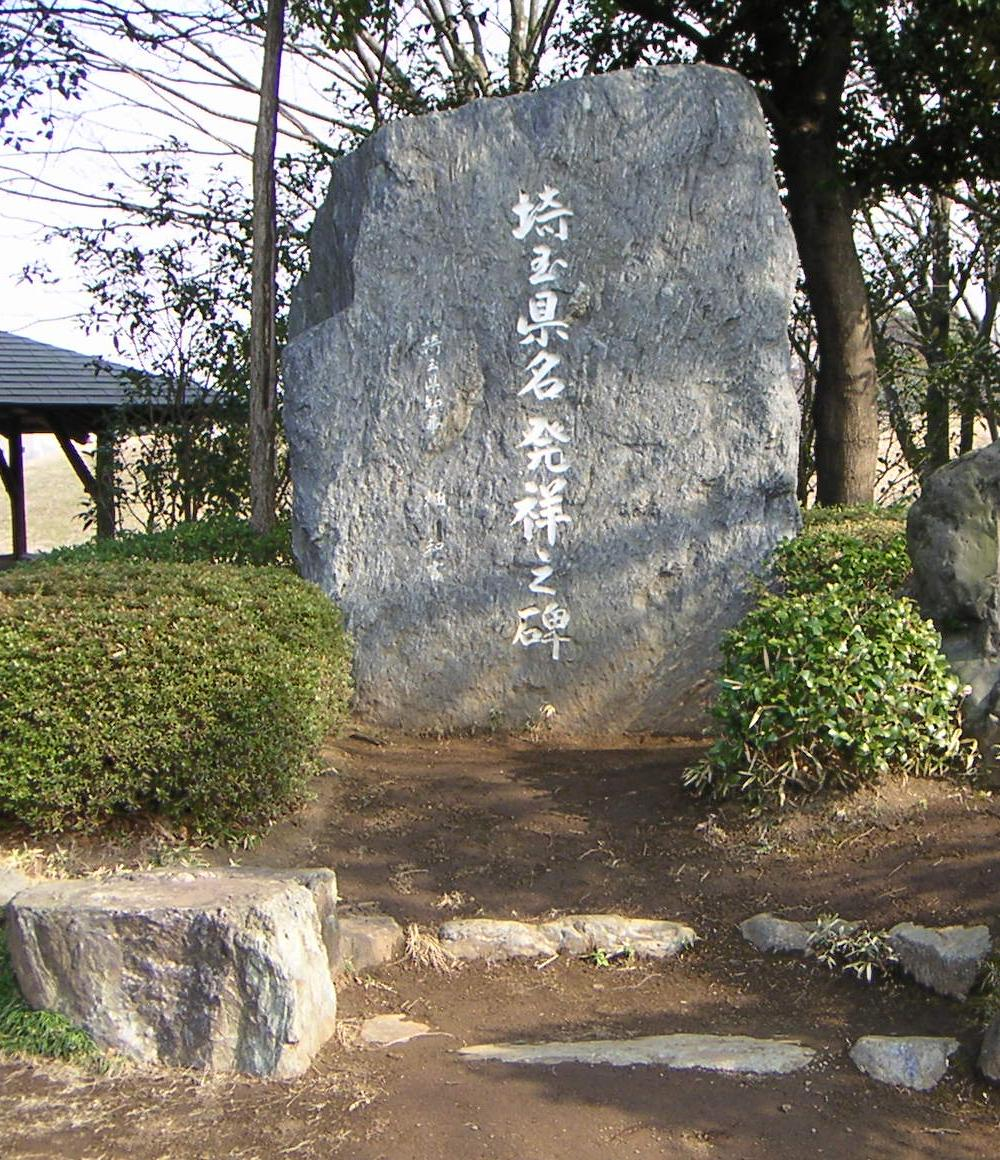
さきたま古墳公園に設置されている埼玉県名発祥之碑

### 近世以前
行田市大字埼玉（さきたま）は、古くは『万葉集』に「さきたまの津」という記述があり、『風土記』にも「武蔵国埼玉郡（さきたまごおり）」とあるように、「埼玉県」地名の発祥地である。
古墳時代には稲荷山古墳などが造成され、これらからは金文字の入った金錯銘鉄剣など貴重な文化財が出土している。
室町時代には忍城（おしじょう）が築かれ、成田氏を中心とする武士団の本拠地として周辺に勢力を拡大していた。
戦国時代には後北条氏と結んだため、豊臣秀吉の小田原征伐の際には石田三成に攻撃を受けることとなる（忍城の戦い）。
江戸時代には忍藩領となり、阿部氏、後に松平氏の城下町。石高は十万石。江戸時代中期より、下級武士の内職として足袋の生産が始まり、明治時代を迎えて機械化されたことで一大産地（行田足袋）となった。最盛期の1938年には約8500万足の足袋を生産し、全国シェアの約8割を占めた。
第二次世界大戦後の日本では洋装化が進み、ナイロン製靴下が普及したため、行田の足袋産業は衰退した。2020年（令和2年）現在でも足袋の生産は行われており、足袋から転じた繊維産業が地場産業として一定の地位を占めている。また、かつて足袋を保管していた足袋蔵を博物館や飲食店に転用して、観光資源として活用している。

### 近代以後
- 1869年（明治2年）1月28日 (旧暦) - 武蔵知県事・宮原忠治の管轄区域をもって大宮県が発足（県庁は日本橋馬喰町）。ほか旧市域では忍県・前橋県に属した村もあり。
- 1869年（明治2年）9月29日 (旧暦) - 県庁が浦和に移転し、大宮県から浦和県に改称。
- 1871年（明治4年）11月14日 (旧暦) - 浦和県・忍県・岩槻県の3県が合併し、埼玉県が成立。
- 1874年（明治7年）- 小沼河岸（見沼通船会社の第1会社）が設立され、行田下町（忍川が埼玉県道128号熊谷羽生線と交差する付近）から見沼代用水・隅田川を経由して東京・神田や日本橋まで結ばれ、荷物や乗客が河川舟運で運ばれるようになる[注釈 2]。
- 1889年（明治22年）4月1日 - 北埼玉郡成田町・行田町・佐間村が合併し、忍町（おしまち）となる。
- 1902年（明治35年）6月 - 行田馬車鉄道が創業。
- 1910年（明治43年）9月 - 行田電灯が設立。
- 1921年（大正10年） - 北武鉄道（秩父鉄道の前身）が羽生 - 行田（2024年現在の行田市）間を開業（市域内では武州荒木駅、行田市駅が開業）。
- 1925年（大正14年）11月15日 - 持田駅が開業。
- 1932年（昭和7年）11月20日 - 東行田駅が開業。
- 1937年（昭和12年）4月1日 - 北埼玉郡長野村・星河村・持田村が忍町に編入合併。
- 1949年（昭和24年）4月23日 - 市章を制定する[5]。
- 1949年（昭和24年）5月3日 - 忍市として市制施行[6]、即時改称し行田市となる[7][8]。
- 1954年（昭和29年）
  - 3月31日 - 北埼玉郡荒木村・須加村・北河原村が行田市に編入合併。
  - 7月1日 - 北埼玉郡埼玉村が行田市に編入合併。
- 1955年（昭和30年）
  - 7月20日 - 北埼玉郡星宮村が行田市に編入合併。
  - 9月30日 - 北埼玉郡太井村のうち、旧棚田村・門井村の区域が行田市に編入合併。
  - 10月1日 - 池上・下川上が行田市から分離し、熊谷市に編入合併。
- 1956年（昭和31年）4月1日 - 北足立郡吹上町から堤根・樋上および下忍の一部が分離し、行田市に編入される。
- 1957年（昭和32年）3月31日 - 北埼玉郡太田村が行田市に編入合併。
- 1966年（昭和41年）7月1日 - 高崎線行田駅（当時は国鉄）が開業。
- 1993年（平成5年）4月1日 - 防災行政無線運用開始。
- 2001年（平成13年） - さいたま市の合併の際に行田市は「埼玉」という地名の発祥の地は行田市内の旧埼玉村であることを理由として、「埼玉市」という新市名に難色を示した。
- 2006年（平成18年）1月1日 - 北埼玉郡南河原村が行田市に編入合併。
  - 4月1日 - 埼玉県行田保健所が加須保健所と統合し、埼玉県加須保健所行田分室となる。
- 2010年（平成22年）4月 - 埼玉県加須保健所行田分室が廃止され、埼玉県加須保健所の管轄となる。

### 市域の成立まで
| 1889年3月31日以前                                        | 1889年4月1日 | 1901年10月15日 | 1937年4月1日 | 1949年5月3日             | 1954年3月31日 | 1954年7月1日 | 1955年7月20日 | 1955年9月30日                  | 1955年9月30日                             | 1955年10月1日                    | 1956年4月1日                                   | 1957年3月31日 | 2006年1月1日以降 |
| -------------------------------------------------------- | ------------ | -------------- | ------------ | ------------------------ | ------------- | ------------ | ------------- | ------------------------------ | ----------------------------------------- | -------------------------------- | ---------------------------------------------- | ------------- | ---------------- |
| 南河原村 犬塚村 馬見塚村 中江袋村                        | 南河原村     | 南河原村       | 南河原村     | 南河原村                 | 南河原村      | 南河原村     | 南河原村      | 南河原村                       | 南河原村                                  | 南河原村                         | 南河原村                                       | 南河原村      | 行田市           |
| 池上村 下川上村 上池守村 下池守村 中里村 小敷田村 皿尾村 | 星宮村       | 星宮村         | 星宮村       | 星宮村                   | 星宮村        | 星宮村       | 行田市        | 行田市 （太井村の 一部が編入） | 行田市 （旧 星宮村の一部が 熊谷市に編入） | 行田市                           | 行田市 （旧 下忍村の一部が 旧 吹上町から編入） | 行田市        | 行田市           |
| 北河原村 酒巻村                                          | 北河原村     | 北河原村       | 北河原村     | 北河原村                 | 行田市        | 行田市       | 行田市        | 行田市 （太井村の 一部が編入） | 行田市 （旧 星宮村の一部が 熊谷市に編入） | 行田市                           | 行田市 （旧 下忍村の一部が 旧 吹上町から編入） | 行田市        | 行田市           |
| 須加村 下中条村                                          | 須加村       | 須加村         | 須加村       | 須加村                   | 行田市        | 行田市       | 行田市        | 行田市 （太井村の 一部が編入） | 行田市 （旧 星宮村の一部が 熊谷市に編入） | 行田市                           | 行田市 （旧 下忍村の一部が 旧 吹上町から編入） | 行田市        | 行田市           |
| 荒木村 小見村 白川戸村（一部）                           | 荒木村       | 荒木村         | 荒木村       | 荒木村                   | 行田市        | 行田市       | 行田市        | 行田市 （太井村の 一部が編入） | 行田市 （旧 星宮村の一部が 熊谷市に編入） | 行田市                           | 行田市 （旧 下忍村の一部が 旧 吹上町から編入） | 行田市        | 行田市           |
| 斎条村 和田村 谷郷 白川戸村（一部）                      | 星河村       | 星河村         | 忍町         | 忍市→行田市 （即時改称） | 行田市        | 行田市       | 行田市        | 行田市 （太井村の 一部が編入） | 行田市 （旧 星宮村の一部が 熊谷市に編入） | 行田市                           | 行田市 （旧 下忍村の一部が 旧 吹上町から編入） | 行田市        | 行田市           |
| 成田町                                                   | 忍町         | 忍町           | 忍町         | 忍市→行田市 （即時改称） | 行田市        | 行田市       | 行田市        | 行田市 （太井村の 一部が編入） | 行田市 （旧 星宮村の一部が 熊谷市に編入） | 行田市                           | 行田市 （旧 下忍村の一部が 旧 吹上町から編入） | 行田市        | 行田市           |
| 行田町                                                   | 忍町         | 忍町           | 忍町         | 忍市→行田市 （即時改称） | 行田市        | 行田市       | 行田市        | 行田市 （太井村の 一部が編入） | 行田市 （旧 星宮村の一部が 熊谷市に編入） | 行田市                           | 行田市 （旧 下忍村の一部が 旧 吹上町から編入） | 行田市        | 行田市           |
| 佐間村                                                   | 忍町         | 忍町           | 忍町         | 忍市→行田市 （即時改称） | 行田市        | 行田市       | 行田市        | 行田市 （太井村の 一部が編入） | 行田市 （旧 星宮村の一部が 熊谷市に編入） | 行田市                           | 行田市 （旧 下忍村の一部が 旧 吹上町から編入） | 行田市        | 行田市           |
| 長野村                                                   | 長野村       | 長野村         | 忍町         | 忍市→行田市 （即時改称） | 行田市        | 行田市       | 行田市        | 行田市 （太井村の 一部が編入） | 行田市 （旧 星宮村の一部が 熊谷市に編入） | 行田市                           | 行田市 （旧 下忍村の一部が 旧 吹上町から編入） | 行田市        | 行田市           |
| 持田村 前谷新田                                          | 持田村       | 持田村         | 忍町         | 忍市→行田市 （即時改称） | 行田市        | 行田市       | 行田市        | 行田市 （太井村の 一部が編入） | 行田市 （旧 星宮村の一部が 熊谷市に編入） | 行田市                           | 行田市 （旧 下忍村の一部が 旧 吹上町から編入） | 行田市        | 行田市           |
| 埼玉村 渡柳村 利田村 野村                                | 埼玉村       | 埼玉村         | 埼玉村       | 埼玉村                   | 埼玉村        | 行田市       | 行田市        | 行田市 （太井村の 一部が編入） | 行田市 （旧 星宮村の一部が 熊谷市に編入） | 行田市                           | 行田市 （旧 下忍村の一部が 旧 吹上町から編入） | 行田市        | 行田市           |
| 太井村 棚田村 門井村 北新宿村                            | 太井村       | 太井村         | 太井村       | 太井村                   | 太井村        | 太井村       | 太井村        | 行田市 （太井村の 一部が編入） | 行田市 （旧 星宮村の一部が 熊谷市に編入） | 行田市                           | 行田市 （旧 下忍村の一部が 旧 吹上町から編入） | 行田市        | 行田市           |
| 堤根村 樋上村 下忍村 鎌塚村 袋村                         | 下忍村       | 下忍村         | 下忍村       | 下忍村                   | 下忍村        | 下忍村       | 下忍村        | 下忍村                         | 下忍村                                    | 下忍村 （全域が旧 吹上町に編入） | 行田市 （旧 下忍村の一部が 旧 吹上町から編入） | 行田市        | 行田市           |
| 小針村 若小玉村 下須戸村                                 | 太田村       | 太田村         | 太田村       | 太田村                   | 太田村        | 太田村       | 太田村        | 太田村                         | 太田村                                    | 太田村                           | 太田村                                         | 行田市        | 行田市           |
| 藤間村                                                   | 藤間村       | 太田村         | 太田村       | 太田村                   | 太田村        | 太田村       | 太田村        | 太田村                         | 太田村                                    | 太田村                           | 太田村                                         | 行田市        | 行田市           |
| 真名板村                                                 | 真名板村     | 太田村         | 太田村       | 太田村                   | 太田村        | 太田村       | 太田村        | 太田村                         | 太田村                                    | 太田村                           | 太田村                                         | 行田市        | 行田市           |
| 関根村                                                   | 関根村       | 太田村         | 太田村       | 太田村                   | 太田村        | 太田村       | 太田村        | 太田村                         | 太田村                                    | 太田村                           | 太田村                                         | 行田市        | 行田市           |

## 気候
隣市であり、当市と気候がほぼ同じである熊谷市の気候を参照のこと。

## 人口
| |                                        |  |
| 行田市と全国の年齢別人口分布（2005年） | 行田市の年齢・男女別人口分布（2005年） |  |
| ■紫色 ― 行田市 ■緑色 ― 日本全国 | ■青色 ― 男性 ■赤色 ― 女性              |  |
| 行田市（に相当する地域）の人口の推移 \| 1970年（昭和45年） \| 63,582人 \| \| \| 1975年（昭和50年） \| 69,735人 \| \| \| 1980年（昭和55年） \| 76,960人 \| \| \| 1985年（昭和60年） \| 83,187人 \| \| \| 1990年（平成2年） \| 87,014人 \| \| \| 1995年（平成7年） \| 90,427人 \| \| \| 2000年（平成12年） \| 90,530人 \| \| \| 2005年（平成17年） \| 88,815人 \| \| \| 2010年（平成22年） \| 85,801人 \| \| \| 2015年（平成27年） \| 82,113人 \| \| \| 2020年（令和2年） \| 78,617人 \| \| |                                        |  |
| 総務省統計局 国勢調査より |                                        |  |
| 1970年（昭和45年） | 63,582人                               |  |
| 1975年（昭和50年） | 69,735人                               |  |
| 1980年（昭和55年） | 76,960人                               |  |
| 1985年（昭和60年） | 83,187人                               |  |
| 1990年（平成2年） | 87,014人                               |  |
| 1995年（平成7年） | 90,427人                               |  |
| 2000年（平成12年） | 90,530人                               |  |
| 2005年（平成17年） | 88,815人                               |  |
| 2010年（平成22年） | 85,801人                               |  |
| 2015年（平成27年） | 82,113人                               |  |
| 2020年（令和2年） | 78,617人                               |  |

2000年頃から人口減少が続いている。

### 昼間・夜間人口
各回の国勢調査結果より算出
| 調査年度           | 昼間人口 | 夜間人口 | 当市比率 | 埼玉県比率 |
| ------------------ | -------- | -------- | -------- | ---------- |
| 1990年（平成2年）  | 78,770   | 87,009   | 0.91     | 0.85       |
| 1995年（平成7年）  | 79,167   | 90,427   | 0.88     | 0.85       |
| 2000年（平成12年） | 79,454   | 90,530   | 0.88     | 0.86       |
| 2005年（平成17年） | 77,946   | 88,815   | 0.88     | 0.88       |
| 2010年（平成22年） | 75,919   | 85,801   | 0.88     | 0.89       |
| 2015年（平成27年） | 73,756   | 82,113   | 0.90     | 0.89       |
| 2020年（令和2年）  | 72,909   | 78,617   | 0.93     | 0.89       |

### 年齢別人口（高齢化率）
各回の国勢調査結果より算出
| 調査年度           | 年少人口 （0〜14歳） | 年少人口 （0〜14歳） | 生産年齢人口 （15歳〜64歳） | 生産年齢人口 （15歳〜64歳） | 老年人口 （65歳以上） | 老年人口 （65歳以上） |
| 調査年度           | 人数                 | 比率                 | 人数                        | 比率                        | 人数                  | 比率                  |
| ------------------ | -------------------- | -------------------- | --------------------------- | --------------------------- | --------------------- | --------------------- |
| 1980年（昭和55年） | 19,119               | 24.8                 | 51,036                      | 66.3                        | 6,804                 | 8.8                   |
| 1985年（昭和60年） | 19,496               | 23.4                 | 55,451                      | 66.7                        | 8,232                 | 9.9                   |
| 1990年（平成2年）  | 17,143               | 19.7                 | 59,935                      | 68.9                        | 9,931                 | 11.4                  |
| 1995年（平成7年）  | 15,416               | 17.0                 | 62,823                      | 69.5                        | 12,188                | 13.5                  |
| 2000年（平成12年） | 13,518               | 14.9                 | 62,627                      | 69.2                        | 14,352                | 15.9                  |
| 2005年（平成17年） | 12,040               | 13.6                 | 60,235                      | 67.8                        | 16,505                | 18.6                  |
| 2010年（平成22年） | 10,777               | 12.6                 | 55,733                      | 65.0                        | 19,208                | 22.4                  |
| 2015年（平成27年） | 9,475                | 11.6                 | 49,541                      | 60.5                        | 22,874                | 27.9                  |
| 2020年（令和2年）  | 8,240                | 10.6                 | 44,778                      | 57.4                        | 25,010                | 32.1                  |

### 従業・通学等の状況
各回の国勢調査結果より算出
| 調査年度           | 無業者または不明等 | 無業者または不明等 | 従業者 （自宅内） | 従業者 （自宅内） | 従業・通学者 （自宅外の当市内） | 従業・通学者 （自宅外の当市内） | 従業・通学者 （県内の他市町村へ） | 従業・通学者 （県内の他市町村へ） | 従業・通学者 （他都道府県へ） | 従業・通学者 （他都道府県へ） |
| 調査年度           | 人数               | 比率               | 人数              | 比率              | 人数                            | 比率                            | 人数                              | 比率                              | 人数                          | 比率                          |
| ------------------ | ------------------ | ------------------ | ----------------- | ----------------- | ------------------------------- | ------------------------------- | --------------------------------- | --------------------------------- | ----------------------------- | ----------------------------- |
| 1990年（平成2年）  | 25,579             | 29.4               | 9,943             | 11.4              | 29,289                          | 33.7                            | 16,631                            | 19.1                              | 5,498                         | 6.3                           |
| 1995年（平成7年）  | 28,090             | 31.1               | 8,057             | 8.9               | 28,415                          | 31.4                            | 19,446                            | 21.5                              | 6,326                         | 7.0                           |
| 2000年（平成12年） | 29,781             | 32.9               | 7,792             | 8.6               | 25,942                          | 28.7                            | 20,312                            | 22.4                              | 6,048                         | 6.7                           |
| 2005年（平成17年） | 30,509             | 34.4               | 6,229             | 7.0               | 24,300                          | 27.4                            | 20,937                            | 23.6                              | 5,957                         | 6.7                           |
| 2010年（平成22年） | 30,767             | 35.9               | 4,743             | 5.5               | 22,376                          | 26.1                            | 19,517                            | 22.7                              | 5,444                         | 6.3                           |
| 2015年（平成27年） | 29,996             | 38.0               | 4,275             | 5.4               | 20,761                          | 26.3                            | 18,770                            | 23.8                              | 5,074                         | 6.4                           |
| 2020年（令和2年）  | 37,671             | 47.9               | 3,765             | 4.8               | 13,755                          | 17.5                            | 19,727                            | 25.1                              | 3,699                         | 4.7                           |

## 行政

### 歴代首長
- 市長：行田邦子（2023年5月1日就任、1期目）

| 代（旧忍町） | 氏名       | 就任年月日     | 退任年月日     |
| ------------ | ---------- | -------------- | -------------- |
| 初           | 村上多熊   | 1889年5月8日   | 1890年12月28日 |
| 2            | 古市直之進 | 1891年3月24日  | 1899年4月11日  |
| 3            | 村上多熊   | 1899年5月4日   | 1903年5月3日   |
| 4            | 吉田謹蔵   | 1903年8月26日  | 1911年9月11日  |
| 5            | 森脩       | 1911年11月8日  | 1913年4月7日   |
| 6            | 古市直之進 | 1913年10月11日 | 1921年10月18日 |
| 7            | 水谷麻之助 | 1921年11月9日  | 1928年1月24日  |
| 8            | 高城駿     | 1928年1月25日  | 1945年12月15日 |
| 9            | 原田俊郎   | 1946年3月8日   | 1946年12月24日 |
| 10           | 奥貫賢一   | 1947年4月5日   | 1949年5月2日   |
| 代（市）     | 氏名       | 就任年月日     | 退任年月日     |
| 初           | 奥貫賢一   | 1949年5月3日   | 1951年4月5日   |
| 2            | 馬場秀夫   | 1951年4月24日  | 1955年4月30日  |
| 3            | 奥貫賢一   | 1955年5月1日   | 1959年4月30日  |
| 4 - 11       | 中川直木   | 1959年5月1日   | 1991年4月30日  |
| 12- 14       | 山口治郎   | 1991年5月1日   | 2003年4月30日  |
| 15           | 横田昭夫   | 2003年5月1日   | 2007年4月30日  |
| 16- 18       | 工藤正司   | 2007年5月1日   | 2019年4月30日  |
| 19           | 石井直彦   | 2019年5月1日   | 2023年4月30日  |
| 20           | 行田邦子   | 2023年5月1日   | (現職)         |

### 財政
2021年度（令和3年度）予算
- 一般会計 254億3,000万円
  - 市税収入見込額 97億9,289万円（38.5%）
  - 国庫支出金 40億2,722万円（15.8%）
  - 市債 21億6,230万円（8.5%）

- 特別会計 159億5,301万円

2020年度（令和2年度）決算
- 一般会計
  - 歳入決算額 362億3,900万円（うち市税収105億円）

田んぼアート事業（2012年度）

  - 歳出決算額 345億9,713万円

健全化判断比率（2020年度）
|                  | 令和2年決算比率 （行田市） | 埼玉県 市町村平均 | 早期健全化基準 |
| ---------------- | -------------------------- | ----------------- | -------------- |
| 実質赤字比率     | （赤字なし）               | （赤字なし）      | 12.63%         |
| 連結実質赤字比率 | （赤字なし）               | （赤字なし）      | 17.63%         |
| 実質公債費比率   | 3.7%                       | 5.0%              | 25.0%          |
| 将来負担比率     | 9.2%                       | 16.0%             | 350.0%         |

資金不足比率（2020年度）
| 公営企業会計       | 令和2年度決算比率 （行田市） | 埼玉県 市町村比率 | 経営健全化基準 |
| ------------------ | ---------------------------- | ----------------- | -------------- |
| 水道事業会計       | （赤字なし）                 | （赤字なし）      | 20.0%          |
| 公共下水道事業会計 | （赤字なし）                 | （赤字なし）      | 20.0%          |

### 特色のある取り組み
- 「田んぼアート」in行田

2008年から市内の「古代蓮の里」近隣の水田に色彩の異なる複数の稲を植え付け、文字や図柄等を表現している（田んぼアート）。2015年にはギネス世界記録に認定されている。

## 議会

### 埼玉県議会
- 選挙区：東1区行田市選挙区
- 定数：1人
- 任期：2019年4月30日 - 2023年4月29日
- 投票日：2019年4月7日
- 当日有権者数：68,191人[9]
- 投票率：40.57%

| 候補者名 | 当落 | 年齢 | 所属党派   | 新旧別 | 得票数   |
| -------- | ---- | ---- | ---------- | ------ | -------- |
| 柿沼貴志 | 当   | 43   | 無所属     | 新     | 15,253票 |
| 鈴木聖二 | 落   | 64   | 自由民主党 | 現     | 12,035票 |

### 衆議院
- 選挙区：埼玉12区 （熊谷市（旧江南町域を除く）、行田市、加須市、羽生市、鴻巣市（旧川里町域））
- 任期：2021年10月31日 - 2025年10月30日
- 投票日：2021年10月31日
- 当日有権者数：369,482人
- 投票率：55.52%

| 当落 | 候補者名 | 年齢 | 所属党派   | 新旧別 | 得票数    | 重複 |
| ---- | -------- | ---- | ---------- | ------ | --------- | ---- |
| 当   | 森田俊和 | 47   | 立憲民主党 | 前     | 102,627票 | ○    |
| 比当 | 野中厚   | 44   | 自由民主党 | 新     | 98,493票  | ○    |

## 経済

### 商業
年間商品販売額：1,551億5,500万円（2015年度）
- 埼玉県内第20位（県内40市のうち）。

事業所数は664で、このうち卸売業は167事業所、小売業は497事業所となっている。年間商品販売額のうち、卸売業が879億2300万円、小売業が672億3,200万円。以下に特筆すべき小売店舗について記述する。
大型店舗
市内には百貨店や駅ビルは存在しない。ロードサイド店舗においては、国道17号熊谷バイパス沿いにカインズモールが2006年10月にオープンしている。
かつては市内中心部にニチイ、持田地区に忠実屋フランツ（1989年10月オープン。後にダイエー）が存在したが2000年頃までに全て閉店し、建物も解体されている。市内中心部にはパシオス（1989年12月オープン）もあったが2018年8月に閉店し、建物も2019年3月までに解体された。
家電量販店
埼玉県道128号熊谷羽生線桜町交差点付近にヤマダ電機テックランド行田店、カインズモール内にベイシア電器行田店がある。
かつては、市内長野地区に第一家電、城西地区にヤマダ電機（2020年現在の店舗とは異なり、小規模な店舗）があったが、いずれも閉店している。
映画館
かつては4館の映画館が存在したが、いずれも昭和初期〜1970年代には閉館しており、2022年現在では市内には映画館は存在しない。
スーパーマーケット・ホームセンター
市内には10店舗余りのスーパーマーケットが存在する。3店舗体制のベルクをはじめマミーマート、ヤオコー、ベイシア、業務スーパーなどが市内中心部や持田地区で営業している。その他の農村地区にはスーパーマーケットは存在しない。ホームセンターはケーヨーデイツー、カインズが営業している。
かつて市内に存在したスーパーマーケットとしては、エコス、ニチイ、とりせん、ダイエー、ライフ、ビッグ・エー、西友などが、ホームセンターはセキチュー、島忠、コメリなどが営業していた。
ホテル
大型のビジネスホテルが水城公園の近隣にあるほか、個人経営のビジネスホテル・旅館が市内にわずかに点在する。全国チェーンのホテルは存在しない。国道17号熊谷バイパスの持田地区付近に、レジャーホテルが多数存在している地域がある。
金融機関
銀行は市が指定金融機関に指定する埼玉りそな銀行のほか、武蔵野銀行、足利銀行、群馬銀行、東和銀行、ゆうちょ銀行の支店がある。その他の金融機関は、埼玉縣信用金庫、熊谷商工信用組合、JAバンクの支店・出張所がある。
都市銀行（メガバンク）の支店・出張所・ATMは存在しない。

### 工業

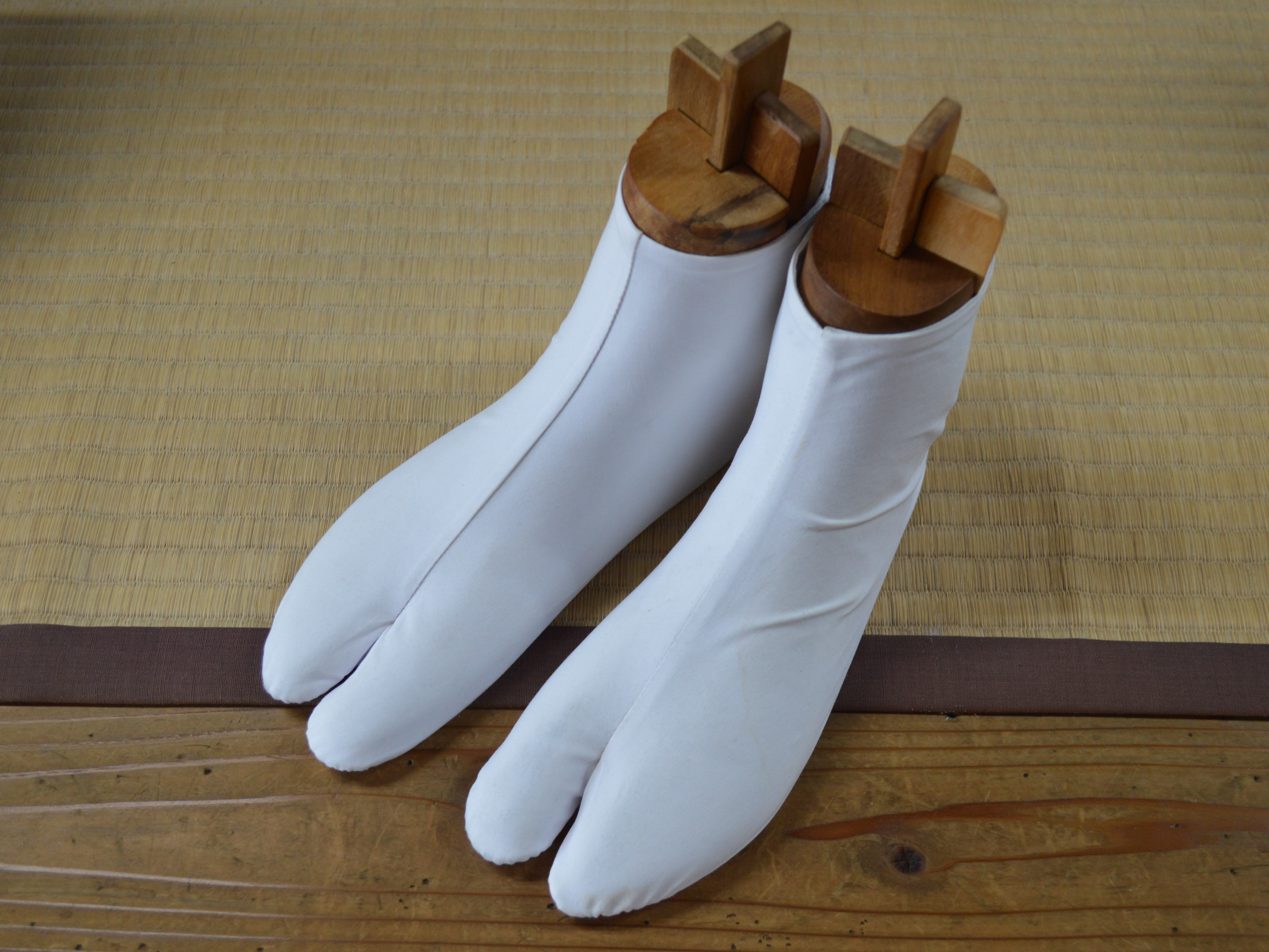
行田足袋

製造品出荷額：1,973億6,062万円（2015年度）
- 埼玉県内第15位（県内40市のうち）。

製造業に属する事業所数は214ある。主な工業団地としては、行田工業団地、行田みなみ産業団地がある。古くからの地場産業である足袋や衣料品を製造する企業・商店が市内中心部に点在している。
行田で製造される足袋は行田足袋として知られ、ベッチンを使用した高級足袋の生産が盛んに行われていた。1950年（昭和25年）には統制緩和の波に乗り、1000万足のベッチン足袋を製造している。
行田市内に本社を置く主な企業
- ファイブイズホーム（不動産、建築業）
- 大野建設（建築、建設業）
- 小川工業（土木建築、建設業）

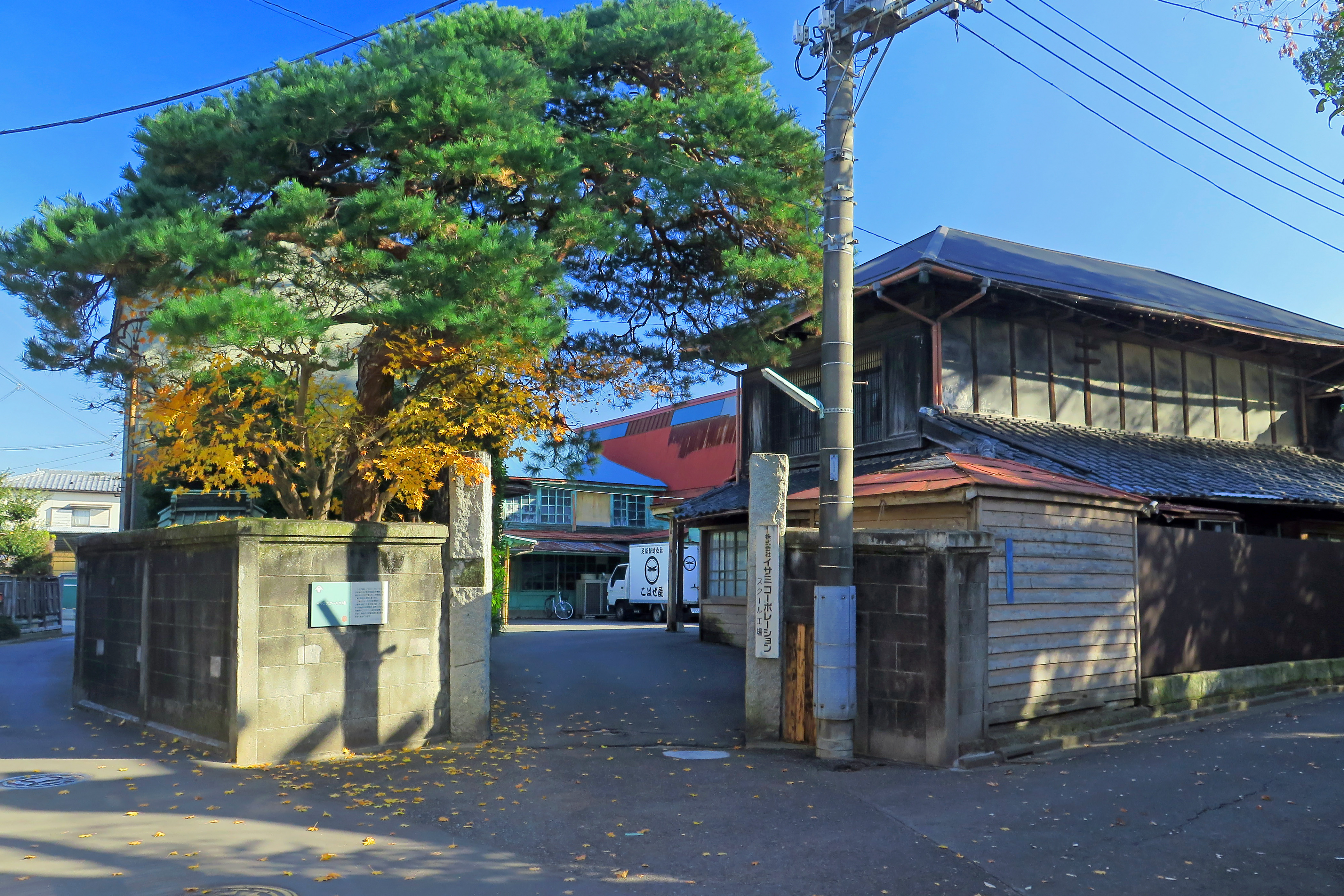
かつて足袋工場だったイサミコーポレーションスクール工場

- 小沢工業（建設業、建築設計、石油製品販売）
- ガクヤ（足袋製造・販売）
- きねや足袋（足袋製造・販売）
- イサミコーポレーション（学生服・足袋の製造・販売）
- コスモプリンツ（印刷業）
- ジェコー（自動車計器類製造）
- 十万石ふくさや（和菓子・洋菓子の製造、販売）
- 電元オートメーション（環境関連機器製造）
- 東旭（日本人形）
- 松坂屋建材行田店（建材販売・工事）
- 森乳業（乳製品製造）
- 山本食品工業（漬物）
- ゴンドラ（ファミリーレストラン るーぱんの運営）

行田市内に工場・営業所を置く主な会社
- アサヒコ（行田工場。豆腐、油揚げ他大豆製品。旧社名は朝日食品工業。2014年にセゾングループから大韓民国ブルムウォン傘下に移行）
- ミツハシライス（行田工場（無洗米の精米工場））
- 日本アンテナロジスティクス（アンテナ製品の物流拠点）
- 岩崎電気（埼玉製作所。照明機器製造）
- トヨクニ電線（埼玉事業所。電線、ケーブル製造）
- 岡谷電機産業（埼玉製作所。電子部品製造）
- ニッコー（埼玉工場。洋食器、水処理機器製造）
- ハイデイ日高（行田工場。食品製造）- 中華料理チェーン店「日高屋」の唯一の工場。
- 明和グラビア（行田工場。化学繊維、特殊印刷）
- リョーサン（行田工場。半導体・電子部品・電子機器販売）
- メルスモン製薬（行田工場。医薬品製造）
- 大塚刷毛製造（東日本配送センター、行田配送センター。塗装関連製造）
- 日立Astemo（埼玉第一工場。自動車部品製造）
- エリエールペーパー（行田事業所。家庭紙製造・物流拠点）
- 新輝合成（埼玉工場。プラスチック製品加工）

### 農業
農業産出額：120億4000万円
- 埼玉県内第8位（県内40市のうち）。
- 荒川や利根川などの大規模な河川や、市域を流れる多数の用水路によって形成された肥沃な沖積平野が市域の大部分を占める。市内中心部から半径約2km離れた周辺部[注釈 6]は田畑が広がる農村地域となっている。
- 県内の農作物の作付面積では水稲が第3位、大豆が第2位、小麦と六条大麦が第3位、二条大麦（主にビール醸造に使用）が第1位となっている。その他にも一般的な野菜（キュウリ、ネギ、ジャガイモ、ナス等）、果樹（ナシ、ブドウ、スイカ等）を幅広く生産している。

## 姉妹都市・提携都市
三重県桑名市とは1973年（昭和48年）に姉妹都市提携をしていたが、1998年（平成10年）11月9日に福島県白河市を含めて、改めて姉妹都市提携。江戸時代の三方領知替えにちなむ。
- 桑名市（三重県）

1973年（昭和48年）に姉妹都市提携。
- 白河市（福島県）

## 公共施設

### 市の施設
- 行田市役所
- 南河原支所
- 保健センター
- 環境課
- 小針クリーンセンター
- 環境センター
- 商工センター

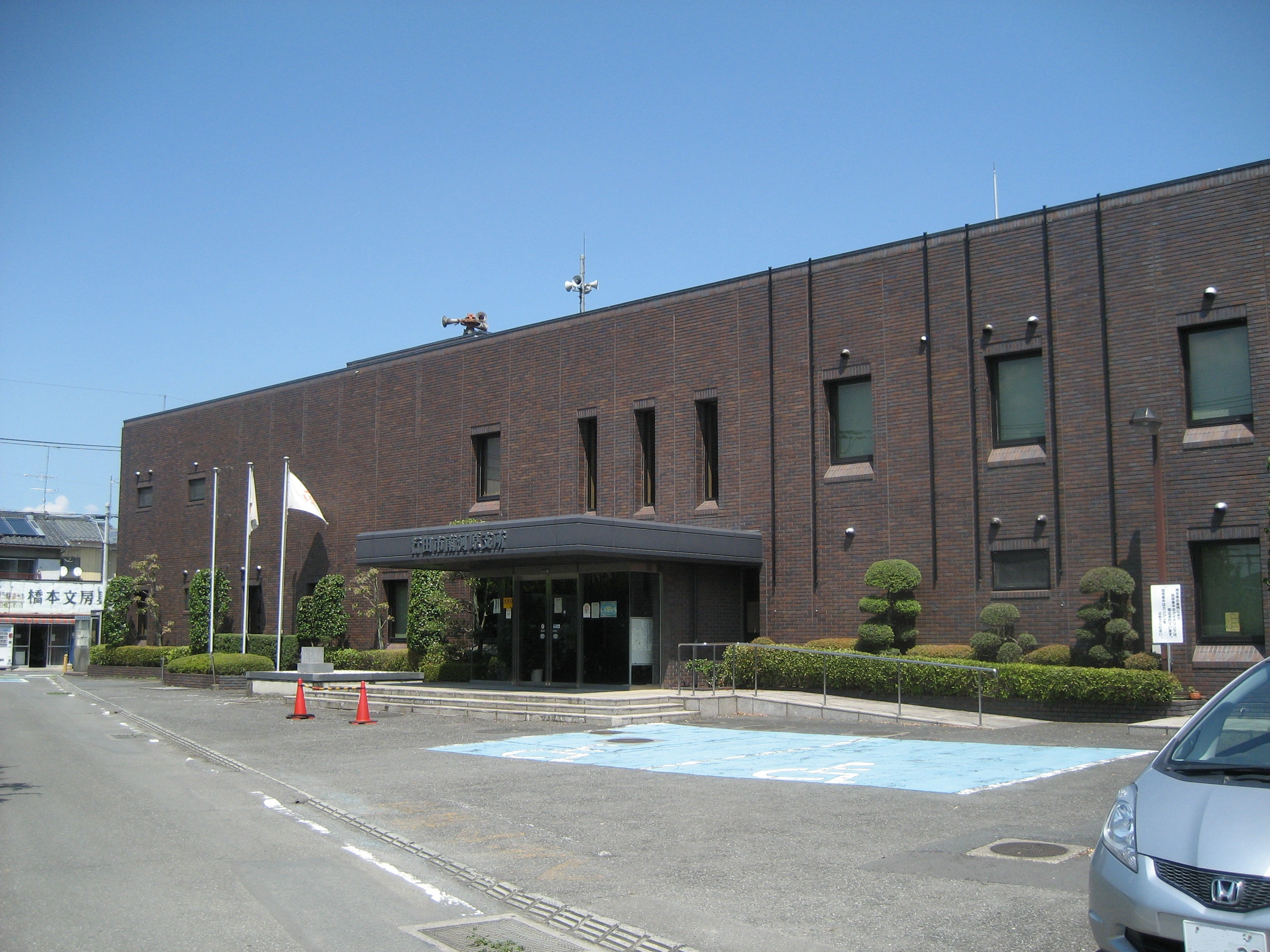
南河原支所（旧南河原村役場）

- 行田市立図書館（教育文化センター「みらい」内）
- 教育研修センター（教育文化センター「みらい」内）
- 中央公民館（教育文化センター「みらい」内）
- 行田市斎場
- 老人福祉センター大堰永寿荘
- 老人福祉センター南河原荘
- 障害者福祉センター
- 児童センター
- 行田市産業文化会館
- 男女共同参画推進センターVIVAぎょうだ
- 行田市郷土博物館
- 足袋とくらしの博物館
- 足袋蔵まちづくりミュージアム
- 古代蓮会館
- 地域交流センター
- 南河原隣保館
- コミュニティセンターみずしろ
- コミュニティセンター南河原
- 南河原公民館
- 地域文化センター
- 太田公民館
- 下忍公民館
- 太井公民館
- 星宮公民館
- 埼玉公民館
- 北河原公民館
- 児童交通公園
- 須加公民館
- 荒木公民館
- 持田公民館
- 星河公民館
- 長野公民館
- 佐間公民館
- 忍・行田公民館
- 史料館
- 総合公園
  - テニスコート
  - 野球場
  - 運動場
  - 総合体育館（行田グリーンアリーナ）
- 水城公園
- 市民プール

総合公園内に、ウォータースライダー、造波プール、流れるプール等を備えた行田市総合公園プールが1990年にオープンしたが、老朽化等の理由で2012年に営業を終了し、解体されている。
- はにわの館
- 教育研修センター（下忍分室）
- 学校給食センター（ひまわり）

### 県の施設
- 埼玉県立総合教育センター

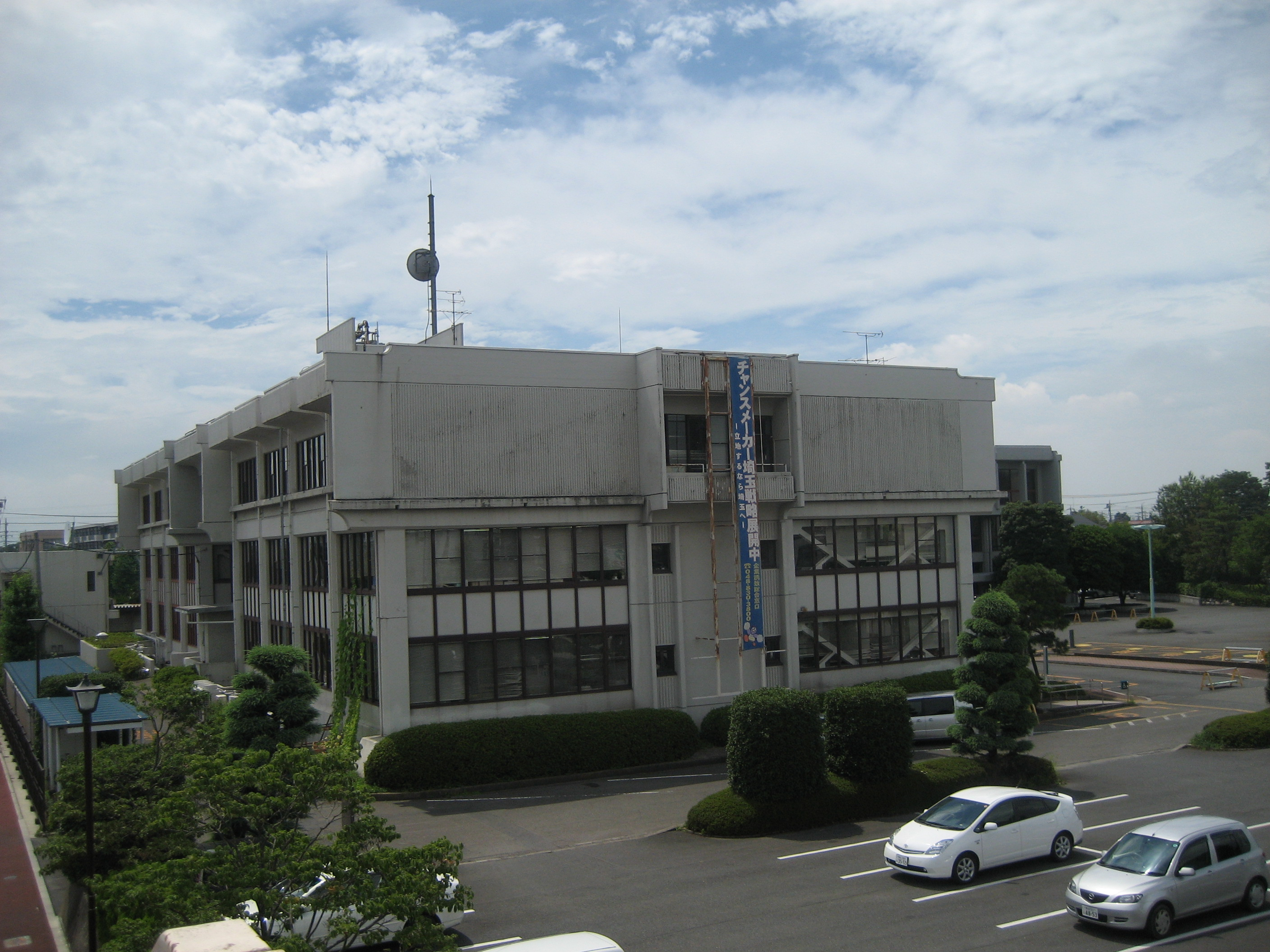
埼玉県行田地方庁舎
  - 埼玉県利根地域振興センター
  - 埼玉県行田県税事務所
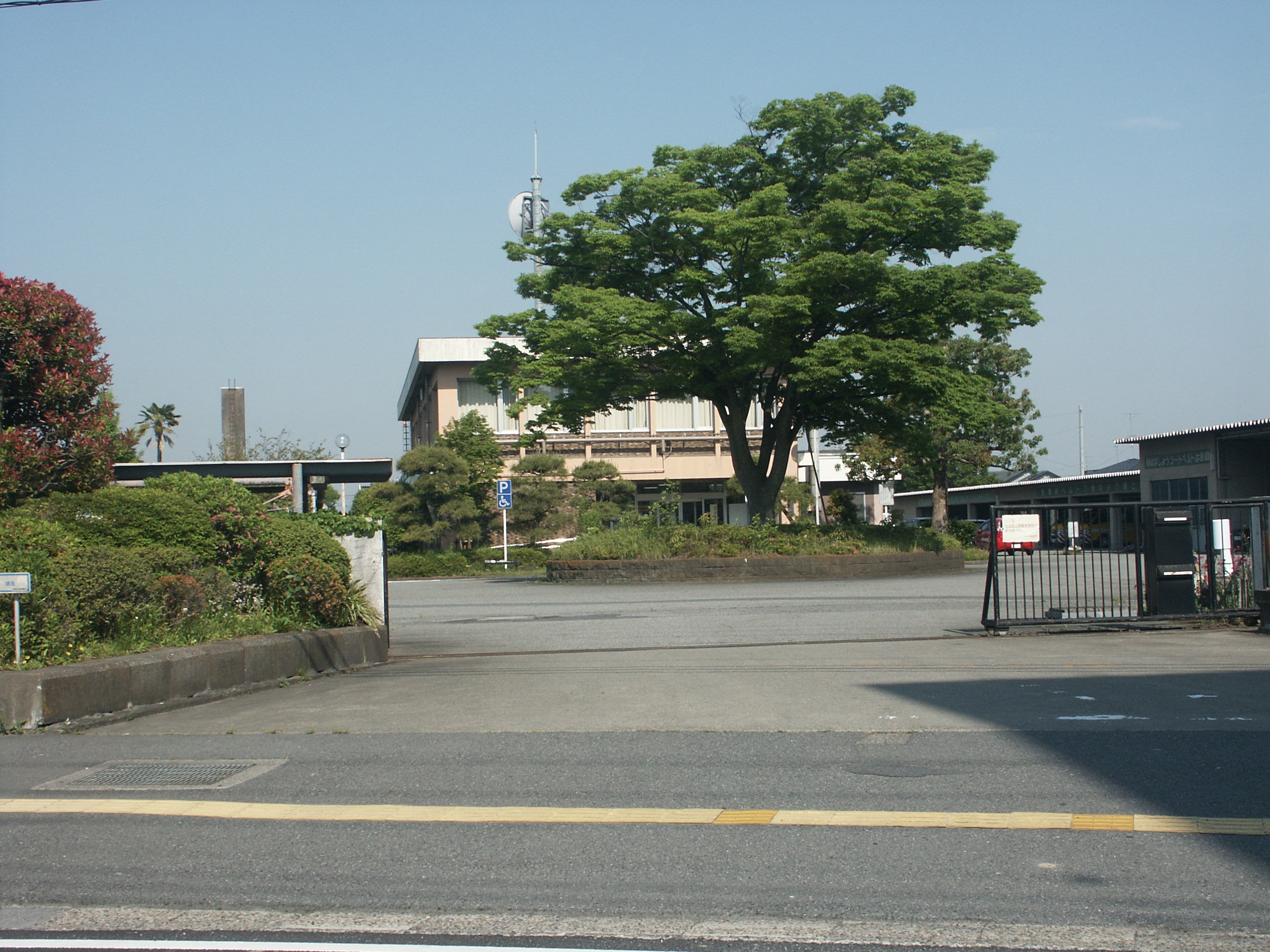
埼玉県行田県土整備事務所
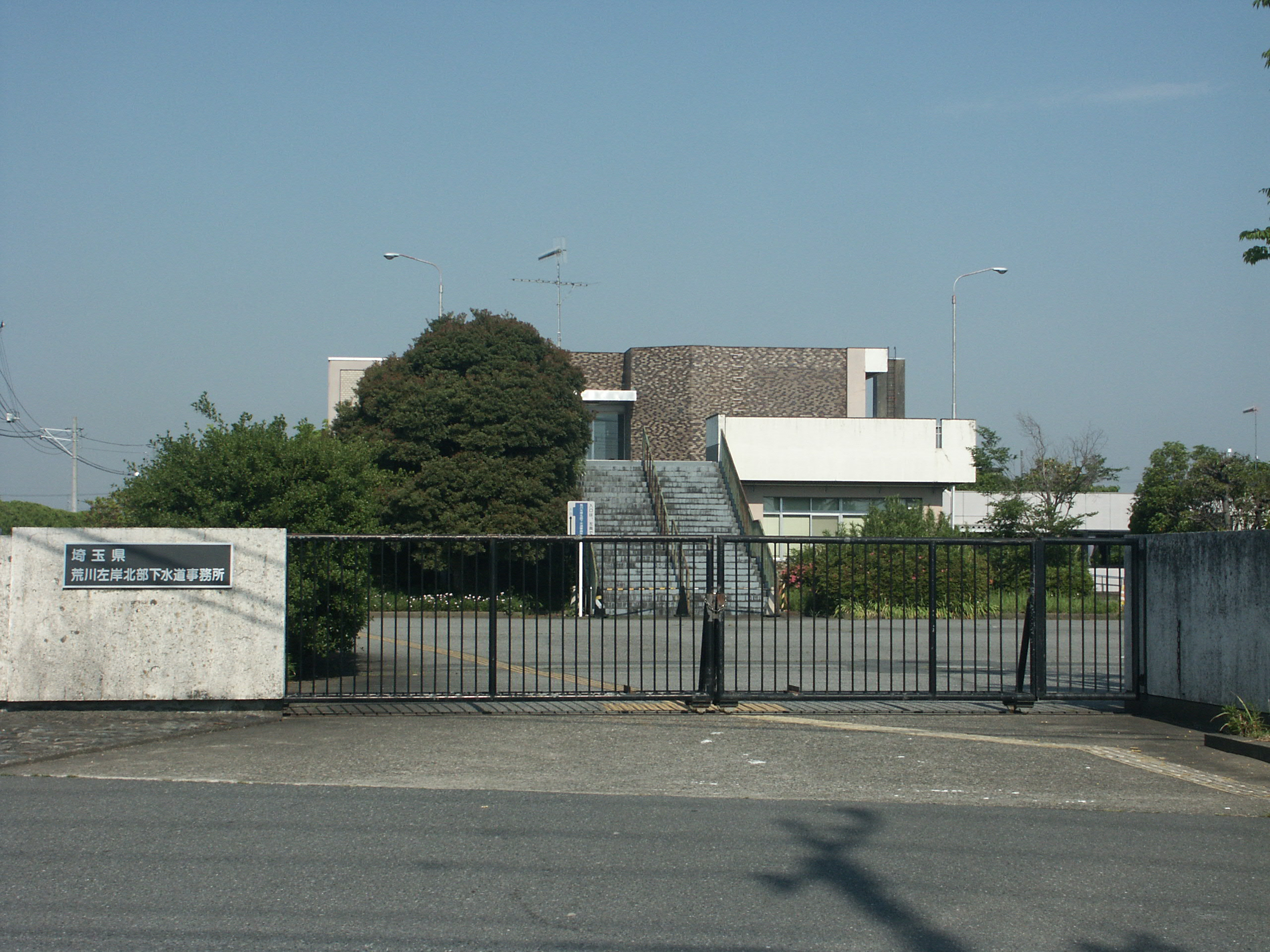
埼玉県熊谷建築安全センター行田駐在
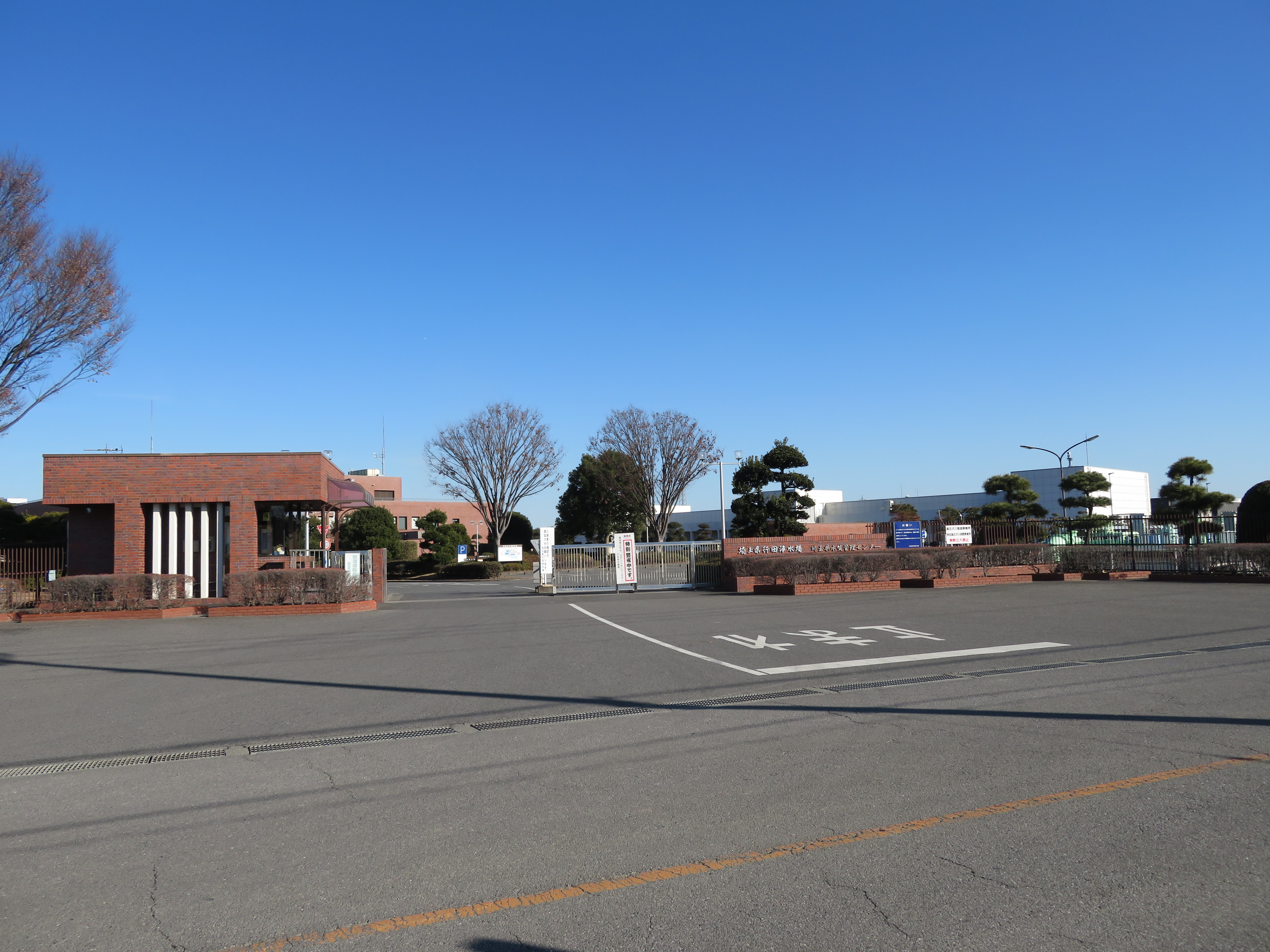
埼玉県行田浄水場
  - 埼玉県水質管理センター

- 埼玉県行田地方庁舎
- 埼玉県行田県土整備事務所
- 埼玉県熊谷建築安全センター行田駐在
- 埼玉県行田浄水場・埼玉県水質管理センター

### 国の施設

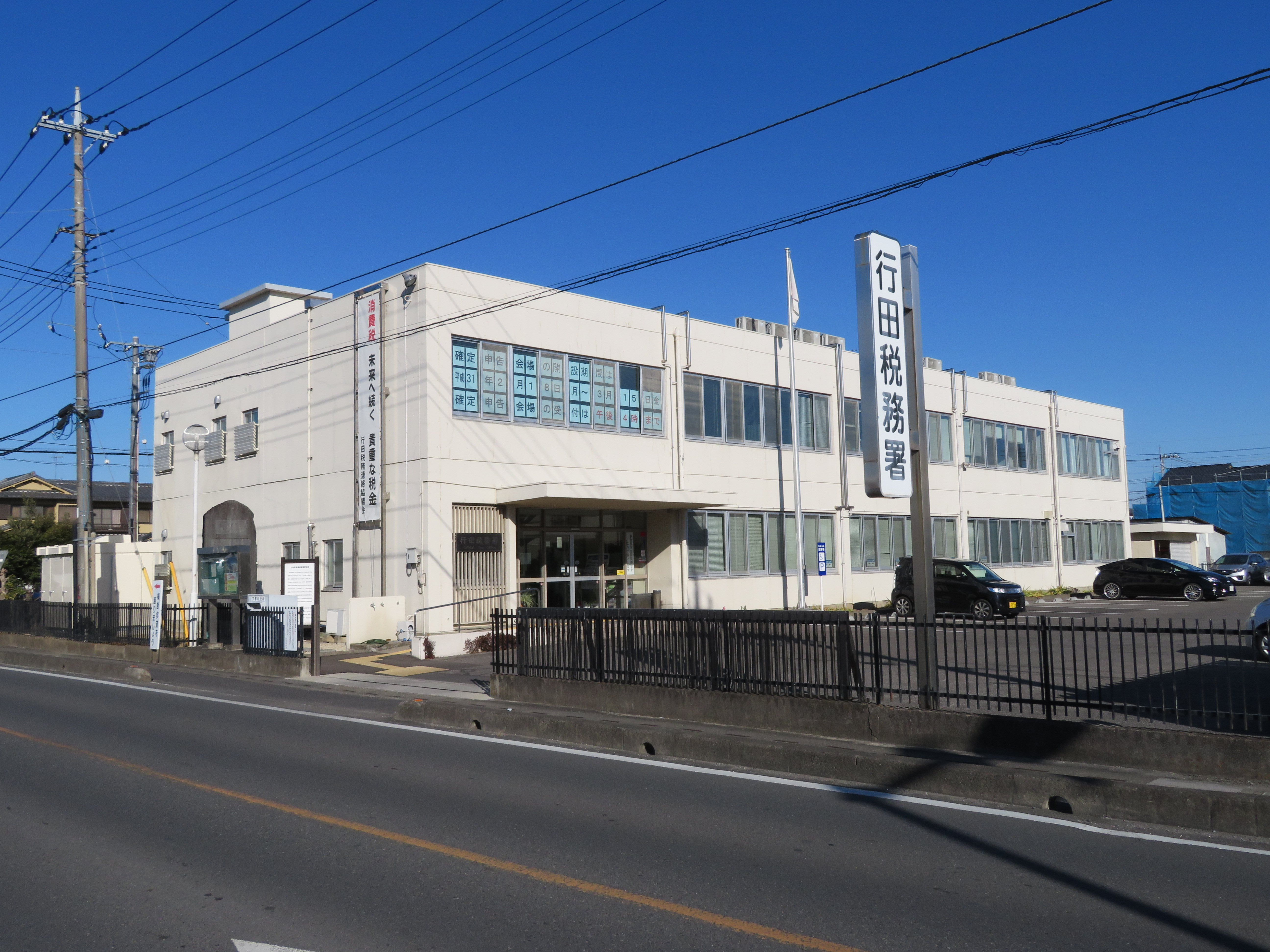
行田税務署
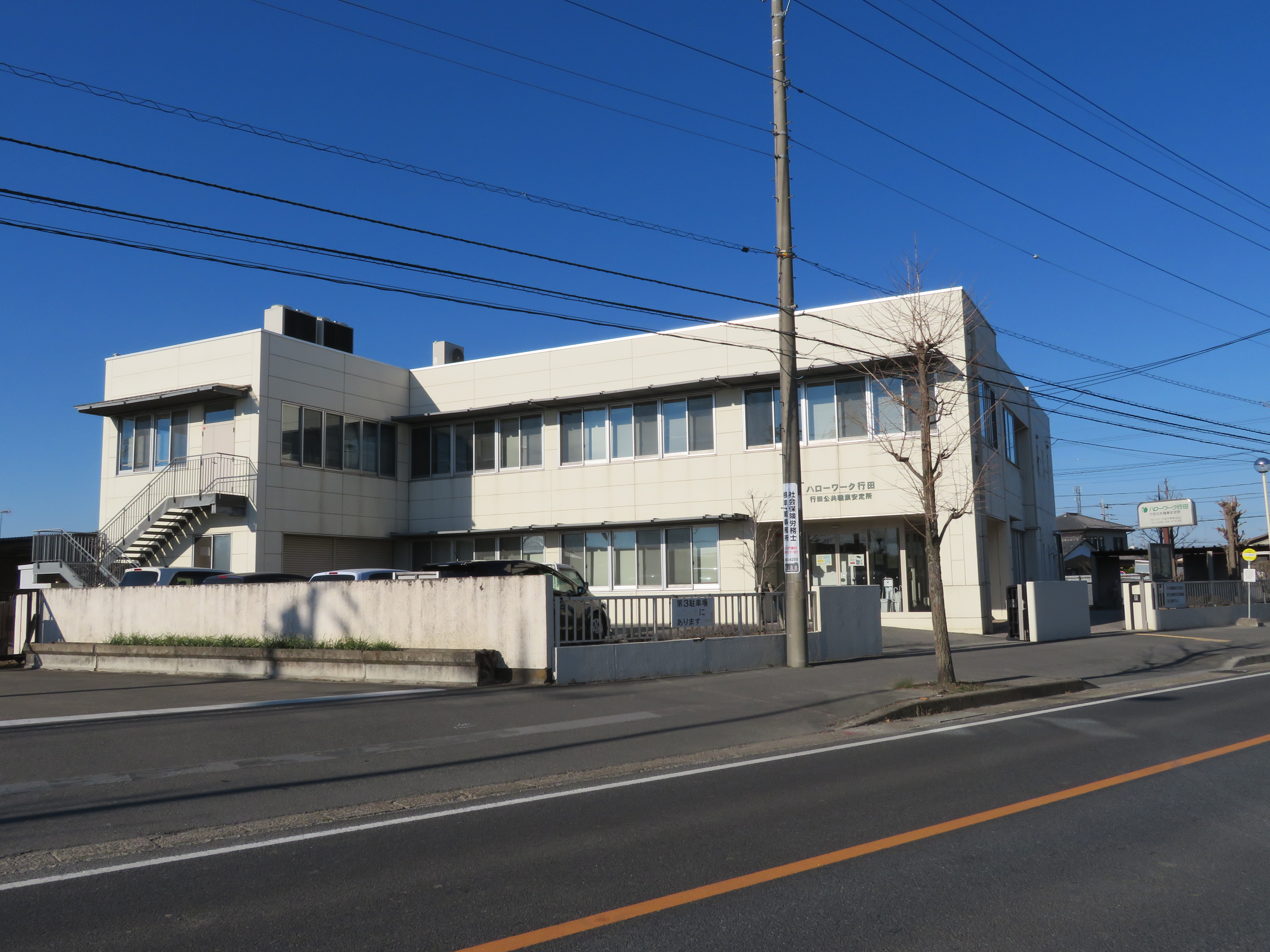
行田公共職業安定所

行田市のほか、加須市、羽生市も管轄地域としている。
- 行田労働基準監督署

行田市のほか、加須市、羽生市、鴻巣市（一部）も管轄地域としている。
- 行田公共職業安定所（ハローワーク行田）

行田市のほか、加須市、羽生市、鴻巣市（一部）も管轄地域としている。
- 行田税務署
- 行田公共職業安定所

### その他施設
- 独立行政法人水資源機構 利根導水総合管理所（利根大堰）
- 公益社団法人埼玉県農林公社

### 消防
- 行田市消防本部
- 行田市消防団

### 警察
- 行田警察署

## 広域行政
一部事務組合
- 彩北広域清掃組合（当市と鴻巣市の旧吹上町地区の可燃ごみの処理を当市内にある小針クリーンセンターにて行っている）
- 荒川北縁水防事務組合（熊谷市、当市、鴻巣市の3市で荒川の水防事務を行っている）
- 行田羽生資源環境組合（2022年4月1日に設立、当市と羽生市で新ごみ処理施設の建設と建設後の管理運営を行う予定）[14]

過去に設置されていた一部事務組合
- 妻沼南河原環境施設組合（熊谷市妻沼地区と当市南河原地区の2市でし尿処理を行っていた。平成30年3月31日に組合が解散され、南河原地区に設置されている処理施設妻沼南河原環境浄化センターは熊谷市の所有施設となり、[15]南河原地区の処理は行田市環境センターに移行した）[16]

協議会
- 熊谷市・行田市消防通信指令事務協議会：熊谷市（熊谷市消防本部）と行田市（行田市消防本部）で119番通報の受信、および各消防署等への指令業務を共同で行っている。
- 埼玉利根保健医療圏医療連携推進協議会（とねっと）
- 熊谷駅-犬塚間路線バス維持のための利用促進協議会：熊谷市と共に、国際十王交通路線バスKM21熊谷駅-犬塚線維持のため補助金を交付する[17]。

## 地域

### 教育

#### 大学
- ものつくり大学

#### 専修学校（専門学校）
- テクノ・ホルティ園芸専門学校

#### 高等学校
- 埼玉県立進修館高等学校

2005年度末まで市内にあった埼玉県立行田進修館高等学校（埼玉県立行田高等学校）、埼玉県立行田工業高等学校、埼玉県立行田女子高等学校を統合し設立された。

#### 中学校
- 行田市立忍中学校
- 行田市立行田中学校
- 行田市立長野中学校
- 行田市立見沼中学校
- 行田市立太田中学校
- 行田市立埼玉中学校
- 行田市立西中学校
- 行田市立南河原中学校

#### 小学校
- 行田市立忍小学校
- 行田市立南小学校
- 行田市立東小学校
- 行田市立西小学校
- 行田市立北小学校
- 行田市立太田小学校
- 行田市立見沼小学校
- 行田市立下忍小学校
- 行田市立埼玉小学校
- 行田市立泉小学校
- 行田市立桜ヶ丘小学校
- 行田市立南河原小学校

#### 特別支援学校
- 埼玉県立行田特別支援学校

### 電話番号
市外局番は市内全域「048」。市内局番が「500〜599」の地域との通話は市内通話料金で利用可能（熊谷MA）。市域内の収容局は行田別館局、行田埼玉局、行田北河原局、埼玉吹上2局（一部地域）。

### 郵政
郵便番号は「361-0000〜0084」で、市内にある行田郵便局が集配を担当する。
- 行田郵便局（03015）
- 荒木郵便局（03104）
- 行田北河原郵便局（03122）
- 行田桜町郵便局（03189）
- 行田埼玉郵便局（03194）
- 行田佐間郵便局（03223）
- 行田本丸郵便局（03272）
- 行田須加郵便局（03306）
- 行田谷郷郵便局（03307）
- 行田若小玉郵便局（03403）
- 行田駅前郵便局（03416）
- 行田真名板郵便局（03417）
- 行田棚田町郵便局（03576）
- 南河原簡易郵便局（03805）

### 自動車ナンバープレート
市域の管轄である埼玉運輸支局熊谷自動車登録事務所で、「熊谷」ナンバーの交付を受ける。

### 通信
- 行田ケーブルテレビ

1992年4月業務開始。利用可能地域は市街地に限られている。
- 東日本電信電話（NTT東日本）
- FMクマガヤ

2019年4月に開局したコミュニティFM。その名の通り、隣の熊谷市を拠点に放送を行っているが開局準備段階でエリアが見直され、開局当初より当市と合わせ2市のコミュニティFMと位置付けられている。2019年11月11日には同局と当市間で「防犯・防災情報の緊急放送に関する協定」を締結。

## 住宅団地
- 佐間団地
- 行田斎条住宅
- 行田下忍住宅
- 行田佐間住宅
- 行田持田住宅
- 行田門井住宅
- 行田第二地産団地

## 交通

### 鉄道
市の南西部をJR高崎線が通っており、行田駅がある。都心方面への直接アクセスは主に高崎線が担っている。市内中心部を通るのは秩父鉄道だが、秩父鉄道から都心には直結しておらず、熊谷駅（高崎線・上越新幹線、熊谷市）か羽生駅（東武伊勢崎線、羽生市）で乗り換える必要がある。ほか、後述のバスでのアクセスとなる。行田駅（JR東日本）と行田市駅（秩父鉄道）は駅名が似ているが、約5キロメートル離れており徒歩圏内ではない。
東日本旅客鉄道（JR東日本）
 高崎線・■上野東京ライン・ 湘南新宿ライン
- - 行田駅 -

その他、上越新幹線および北陸新幹線が大宮駅 - 熊谷駅間で当市南部を通過している。
- 埼玉県庁（浦和駅）へのアクセス：行田駅から高崎線で約40分。

秩父鉄道
秩父本線
- - 武州荒木駅 - 東行田駅 - 行田市駅 - 持田駅 - （ソシオ流通センター駅） -

2017年4月1日に開業したソシオ流通センター駅の所在地は熊谷市であるが、行田市との市境に接している。行田市と熊谷市での共同請願駅である。

### バス
かつては東武鉄道の東武バスが営業しており、2024年現在は子会社の朝日自動車と国際十王交通が継承している。行田車庫を有する東武バス行田出張所も存在していたが、当該路線が2000年9月に朝日自動車に移管された。営業所は設けられず加須営業所に編入されている（行田出張所敷地は、当初は加須営業所の中継地点として使用継続されていたが、後に行田折り返し場として移転した）。
2社の運行範囲外は、当市のコミュニティバスによってカバーされている。
- 朝日自動車加須営業所
  - 行田中心部
    - FK11 吹上駅 - 佐間 - 行田折返し場
    - FK12 吹上駅 - 佐間 - 総合教育センター
    - FK13 吹上駅 - 佐間 - 工業団地
    - FK21 吹上駅 - 前谷 - 行田折返し場
    - FK23 吹上駅 - 前谷 - 行田市駅

  - 真名板地区
    - KN21 鴻巣駅 - 免許センター - 落合橋
    - KN22 鴻巣駅 - 免許センター - 落合橋 - 真名板十字路

- 国際十王交通熊谷営業所
  - 南河原地区
    - KM21 熊谷駅 - 南河原支所 - 犬塚

  - 北河原地区
    - KM31 熊谷駅 - 北河原 - 葛和田
- 行田市内循環バス
  - 西循環コース
  - 南大通り線コース
  - 観光拠点循環コース
- 秩父鉄道観光バス行田自動車営業所（JRバス関東アライアンス）
  - 高速バス ゆめぐり埼玉号 行田市駅南口発 伊香保温泉・草津温泉行き（2024年1月20日運行開始）[19]

### タクシー
タクシーの営業区域は県北交通圏で、熊谷市・深谷市・本庄市・加須市・羽生市などと同じである。

### 道路
高速道路・有料道路
市域内には存在しない。比較的近いところでは、市役所起点で30分程の距離に東北自動車道羽生IC（羽生市）・加須IC（加須市）、首都圏中央連絡自動車道桶川加納IC（桶川市）、関越自動車道東松山IC（東松山市）がある。
一般国道
- 国道17号
- 国道17号熊谷バイパス
- 国道125号行田バイパス
市街地中心部を通る国道125号旧道は、埼玉県道128号熊谷羽生線に転換。

主要地方道
- 埼玉県道7号佐野行田線
- 埼玉県道20号足利邑楽行田線
- 埼玉県道32号鴻巣羽生線
- 埼玉県道59号羽生妻沼線
- 埼玉県道66号行田東松山線
- 埼玉県道77号行田蓮田線

一般県道
- 埼玉県道128号熊谷羽生線
浮き城通り（国道125号旧道から移管された区間の愛称）
- 埼玉県道138号行田停車場線
- 埼玉県道148号騎西鴻巣線
- 埼玉県道178号北河原熊谷線
- 埼玉県道197号武州荒木停車場線
- 埼玉県道198号行田市停車場線
- 埼玉県道199号行田市停車場酒巻線
- 埼玉県道303号弥藤吾行田線
- 埼玉県道306号上中森鴻巣線
- 埼玉県道362号上中条斎条線
- 埼玉県道364号上新郷埼玉線

道の駅
- 2022年現在、市内に道の駅は設置されていない。
  - 国道125号行田バイパス沿いに「道の駅ぎょうだ」（仮称）の建設計画がある[22]。
  - また、同じく行田バイパス沿いに熊谷市による「道の駅くまがや」（仮称）建設計画があり[23]、予定地（熊谷市池上、国道125号行田バイパスと国道17号熊谷バイパスの交点角）には当市小敷田の飛地が含まれるため、当市も一部協力することとなっている。

## 観光

### 観光地

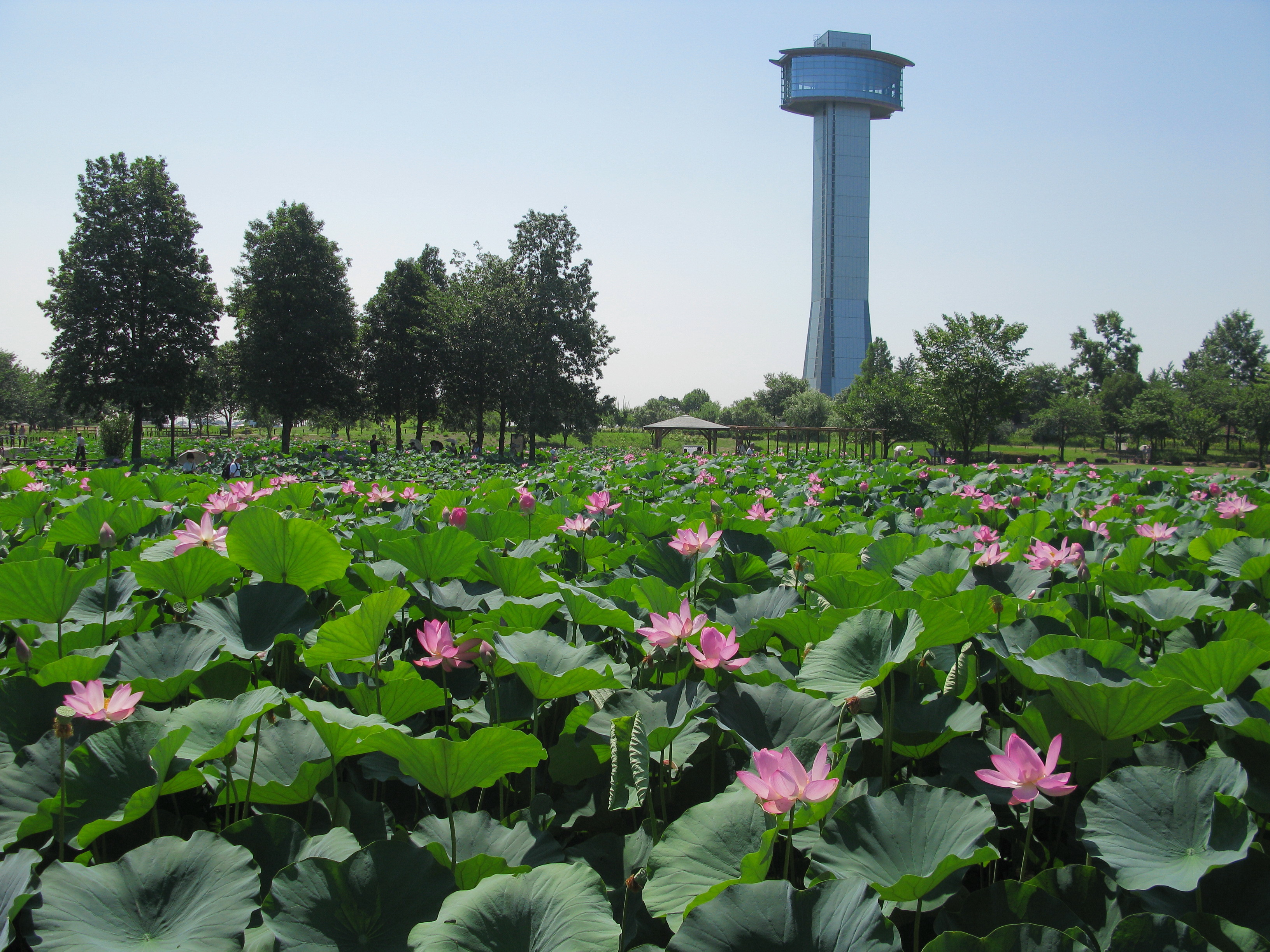
古代蓮の里

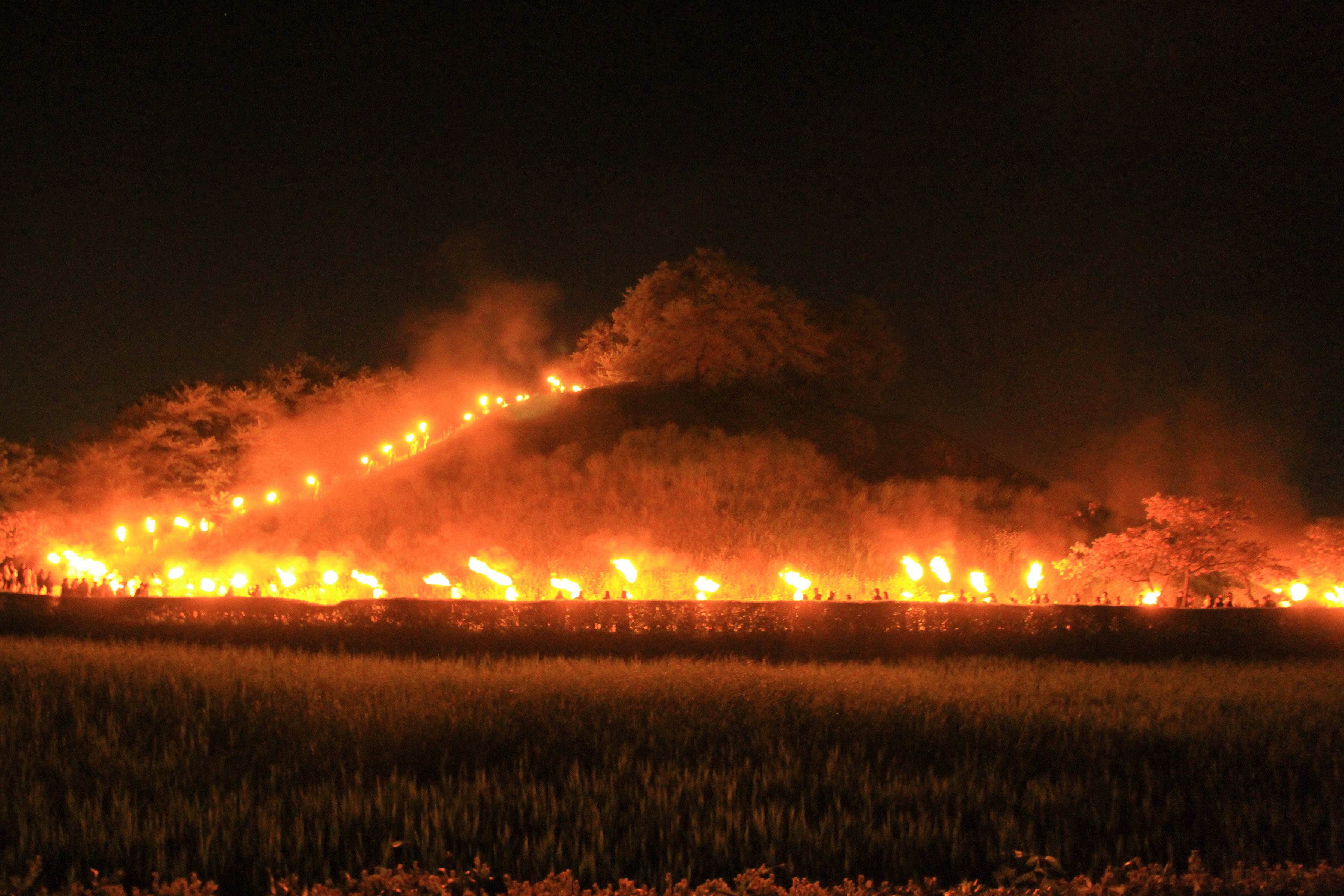
さきたま火祭り（御神火下り）

2017年度（平成29年度）には「和装文化の足元を支え続ける足袋蔵のまち行田」が、埼玉県初の日本遺産に認定された。
- 忍城
  - 御三階櫓

1988年2月27日に開館。市内中心部の行田市郷土博物館内に併設（ただし、実在した忍城は平屋であり見た目は全く異なる）されており、忍城趾整備計画の中核施設。往時の建物は1873年、明治維新の際に新政府によって解体されており、敷地跡は住宅、行田市立忍中学校、行田市本丸球場、変電所などに転用されていた。
  - 行田市郷土博物館

御三階櫓のほか、行田市の歴史を「古墳時代を中心とする古代史」「忍城と城下町」「足袋と行田」の3コーナーで解説する常設展示がある。
- 足袋蔵（日本遺産「和装文化の足元を支え続ける足袋蔵のまち行田」）
1864年と1872年に大火が発生し、それをきっかけに蔵造りの耐火性が認められ、土蔵を中心に店舗や倉庫などの蔵造りの建物が多く建てられた。2022年現在でも市内には商業蔵と足袋蔵が残っている。また、「行田の足袋製造用具及び関係資料」が国の重要有形民俗文化財に指定されている[注釈 7]。
- 古代蓮の里
近隣のごみ焼却場建設時に種が発見された古代蓮をはじめとする多種の蓮を生育しており、展望台「行田タワー」のある古代蓮会館が併設されている。毎年7月〜8月にかけて開花し、NHKをはじめ、新聞社などマスコミ各社にも取り上げられる。ふるさと創生事業の一つ。
- 埼玉古墳群（埼玉県立さきたま史跡の博物館・さきたま古墳公園）
1968年に「金錯銘鉄剣」（国宝）が出土した稲荷山古墳や、日本最大級の円墳とされる丸墓山古墳が有名であり、当時、有力者の拠点であったと推定されている。2020年には国の特別史跡に指定。世界遺産登録を目指す活動を積極的に行っている。これに関連して行田市のふるさと納税の返礼品は地元の専門業者が作成した土偶や埴輪のレプリカが選定されている[24]。
- 日本航空館
富士重工業製のジェット機（練習機）・T-1「初鷹」実機などを保存・展示。
- 水城公園
忍城の堀跡の南端部を整備して1964年4月に開園した公園。
- 石田堤
市南部の鴻巣市との境界付近に存在する戦国時代（安土桃山時代）、忍城の水攻めを目的に築かれた総延長28kmにも及ぶ堤。一部が現存し、「石田堤歴史の広場」として整備されている他、鴻巣市側にも「石田堤史跡公園」がある。

## 寺社
- 天真山高源寺 – 佐間
- 五智山成就院 – 長野。行田救済菩薩十五霊場13番
- 壽光山成正寺 – 駒形
- 慈雲山福聚院真観寺 – 小見
  - 小見真観寺古墳、虚空蔵山古墳
- 應珠山擁護院長久寺 – 桜町
- 天洲寺（聖德山天洲禪寺） – 荒木
- 藥王山東福寺 – 荒木
- 胎智山觀音院満願寺 – 野。行田救済菩薩十五霊場15番
- 行田八幡神社 – 行田
- 前玉神社 – 埼玉

### 祭事
- さきたま火祭り（毎年5月4日）
- 浮き城まつり（7月下旬）

### ご当地グルメ

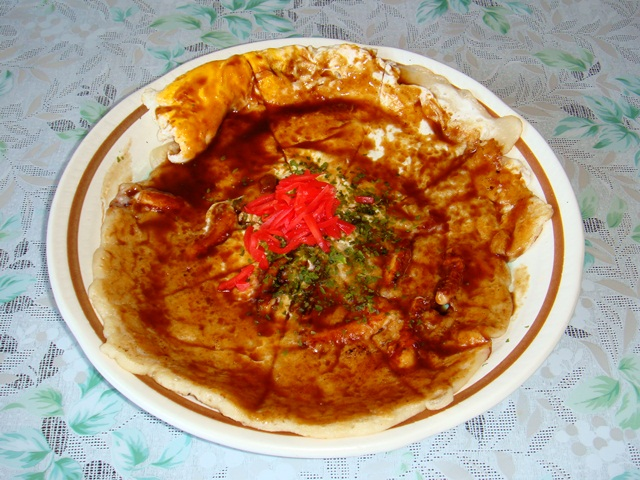
行田フライ

- フライ（行田フライ）
- ゼリーフライ
- 十万石まんじゅう
- 陸王たび煎餅

### ご当地キャラクター
- こぜにちゃん（ゼリーフライのキャラクター）
- フラべぇ（フライのキャラクター）
- うきしろちゃん（NPO法人魅力創造倶楽部）
- ニニギン&コノハちゃん（世界遺産サポーターの会）
- 行田豆吉（行田在来青大豆商品開発・販売促進協議会）
- グリーナ（行田グリーンアリーナ）
- ウィルビー（行田市産業・文化・スポーツいきいき財団）
- ゼリ子ちゃん&ゼリ男くん（行田ゼリーフライ研究会）
- ケンケン&幸ちゃん（保健センター）
- 行田ろくでなしキャラズ隊（非公認）

## 行田市を主な舞台・モデルとした作品

陸王田んぼアート

- のぼうの城（和田竜）
- 陸王（池井戸潤）
- 埼玉の女子高生ってどう思いますか？（渡邉ポポ）- 2018年10月〜2021年11月、新潮社

## 著名な出身者

### 政治・経済
- 今村新四郎（南河原村長）
- 今村高之助（篤農家、北埼玉郡会議員、南河原村長）
- 今村延雄（南河原村長）
- 大川愛之助（南河原村長）
- 沢田仁三（スリッパ製造、南河原村長）
- 吉野都美男（スリッパ製造、南河原村長）
- 吉野一之助（南河原村長、埼玉県議会議員）
- 湯本義憲（衆議院議員、岐阜県知事）
- 岡村新三郎（衆議院議員、熊谷町長）
- 小沢愛次郎（衆議院議員）
- 田島竹之助（貴族院議員）
- 小山健三（貴族院議員、三十四銀行頭取）
- 林頼三郎（司法大臣、大審院長、検事総長、貴族院議員、行田市名誉市民）
- 松岡秀夫（衆議院議員）
- 荒井八郎（参議院議員）
- 江利川毅（人事院総裁、内閣府事務次官、厚生労働事務次官）
- 橋本喜助（足袋商、行田電灯社長）
- 大澤龍次郎（大沢証券創業者、行田市名誉市民）
- 村上義之助（全国信用金庫連合会会長、埼玉縣信用金庫初代理事長、行田市名誉市民）
- 江草斧太郎（有斐閣創業者）

### 学術
- 小宮義孝（寄生虫学者、野口英世記念医学賞受賞）
- 田島英三（原子物理学、放射線物理学者）
- 西沢脩（会計学者）
- 宮川公男（経済学者、一橋大学名誉教授）

### 芸能
- 高松あい（女優）
- 根本要（音楽グループ「スターダストレビュー」メンバー、行田市観光大使）
- 春風亭柳城（落語家）
- 内田英輔（元お笑い芸人、元バッドナイス）
- 蓮見将啓（お笑い芸人、元ギャルズ）

### 文化
- 小川一真（写真家）
- 里見櫻風（書家）
- 濱梨花枝（歌人、作詞家）
- 細川貂々（漫画家、イラストレーター）
- 矢内理絵子（将棋女流棋士、行田市観光大使）
- 渥美大童 (書家、版画家)

### スポーツ
- 五十幡亮汰（プロ野球選手）
- 猪爪義治（元プロ野球選手）
- 服部茂次（元プロ野球選手）
- 盧山初雄（空手家、極真館館長）
- 小島雅也（プロサッカー選手）
- 河原和寿（元プロサッカー選手）
- 江原弘泰（プロテニス選手）

### その他
- 円澄（第2世天台座主）
- 成田長泰（忍城主）
- 成田氏長（忍城主）
- 成田長親（戦国武将）
- 甲斐姫（豊臣秀吉側室）
- 遠藤丈庵（壬生浪士組）
- 長島邦英（歴史ライター、元アナウンサー）
- 駒見直音（テレビ朝日アナウンサー）

## ゆかりのある人物
- 鳥居みゆき - お笑い芸人。行田市観光大使。学生時代の数年間を行田で過ごした[25]。
- 松平忠敬 - 武蔵国忍藩10万石最後の藩主。子爵。
- 松平忠寿 - 忍郷友会名誉会長。子爵。貴族院議員。
- 村田ひろゆき - 漫画家。『工業哀歌バレーボーイズ』作者。埼玉県立行田工業高等学校卒業。
- 安岡力也 - 俳優。当市育ち。
- 上昌広 - 行田総合病院非常勤内科医。特定非営利活動法人医療ガバナンス研究所理事長。